# Tapacul de Tschudi
El tapacul de Tschudi (Scytalopus acutirostris) és una espècie d'ocell de la família dels rinocríptids (Rhinocryptidae).

## Hàbitat i distribució
Habita el sotabosc de les selves pluvials de muntanya pels Andes de Perú.